# Club Atlético Once Tigres

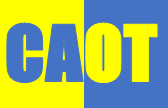
Logotipo con los colores y siglas del Club.

El Club Atlético Once Tigres es un club de fútbol de la ciudad de 9 de Julio, en la provincia de Buenos Aires, Argentina. Fue fundado el 17 de septiembre de 1941 y se desempeñó en el Torneo Federal B, cuarta división del fútbol argentino, luego de haber logrado el ascenso al vencer al Alvear Foot-Ball Club de La Pampa.
En su primera temporada en el Torneo Argentino B fue la revelación de dicho torneo ganando la zona 2 con 47 puntos, producto de 13 victorias, 8 empates y 7 derrotas. Después de esta primera fase quedó eliminado en la segunda instancia con dos partidos ganados, uno empatado y tres perdidos, aunque consiguió el objetivo de permanecer en la categoría.

## Palmarés
- Torneo del Interior (1): 2011[7]

- Liga Nuevejuliense de fútbol (16): 1946, 1948, 1967, 1976, 1979, 1983, 1985, 1999, 2001, 2004, 2006, 2008, 2009, 2010, 2011, 2024.[8][9]

- Torneo de la Unión Deportiva (1): 2006.